# 스틱 잇
《스틱 잇》(영어: Stick It)은 미국에서 제작된 2006년 청춘 코미디 드라마 영화이다. 《브링 잇 온》(2000)의 각본을 쓴 제시카 벤딩거의 감독 데뷔작이다. 제프 브리지스, 미시 페러그림, 버네사 렌지스 등이 출연하였고, 게일 라이언 등이 제작에 참여하였다.

## 줄거리
반항적인 10대 소녀 헤일리 그레이엄은 불법 자전거 경주를 벌이다 법정에 서게 된다. 판사는 헤일리에게 프로 체조계로 복귀하면 처벌을 면해주겠다고 제안한다. 한때 촉망받는 체조 선수였던 헤일리는 과거 세계 선수권 대회에서 팀의 금메달을 날리고 은퇴한 전력이 있었다.
헤일리는 악몽 같은 존재인 전설적인 코치 버트 비커먼이 운영하는 엘리트 체조 아카데미에 들어가게 된다. 헤일리는 손해배상금을 갚기 위해 대회에 출전하려 하지만, 엄격한 규칙과 훈련에 반감을 느낀다. 그녀는 결국 비커먼에게 자신의 기술을 제어하는 방법을 배우기로 결심한다.
대회에서 헤일리는 뛰어난 실력을 보이지만, 불공정한 채점 방식에 실망한다. 점수 체계는 기술의 난이도나 정확성보다 사소한 감점에 집중되어 있었고, 과거 헤일리가 선수권 대회에서 도망쳤던 이유 중 하나를 상기시킨다. 헤일리는 어머니의 불륜 사실을 알게 되어 충격을 받았던 과거를 비커먼에게 털어놓는다.
헤일리는 법적 처벌을 받으려 하지만, 누군가 그녀의 빚을 모두 갚아준 덕분에 자유로워진다. 그 돈을 댄 사람이 아버지였고, 그 돈으로 비커먼이 코치를 맡아 준 것을 알게 된 헤일리는 다시 체조를 하기로 한다.
헤일리는 동료 선수들과 함께 전국 선수권 대회에 진출하지만, 또다시 불공정한 채점에 직면한다. 미나라는 선수가 어려운 기술을 완벽하게 수행했음에도 불구하고, 사소한 이유로 감점을 받자 헤일리는 분노한다. 헤일리는 심판들에게 항의하는 의미로 의도적으로 브래지어 끈을 드러내고 경기를 포기한다.
헤일리의 행동은 다른 선수들에게 영감을 주었고, 선수들은 심판에게 항의하며 경기에서 기권을 선택한다. 이들은 의도적으로 경기를 포기함으로써 원하는 선수가 금메달을 받도록 만든다. 경기 규칙에 반항하는 작은 혁명이 일어난다.
마지막으로 헤일리는 자신의 개성을 보여주는 강력한 연기를 펼친다. 결국 심판들도 자신들의 불합리함을 인정하고 헤일리에게 금메달을 수여한다. 헤일리는 NCAA 체조 리그에서 여러 장학금을 제안받게 된다.

## 출연
- 제프 브리지스 - 버트 비커먼
- 미시 페러그림 - 헤일리 그레이엄
- 버네사 렌지스 - 조앤 셰리스
- 존 그라이스 - 브라이스 그레이엄
- 지아 커리디스 - 앨리스 그레이엄
- 줄리 워너 - 필리스 셰리스
- 애니 콜리 - 퍼거슨 경관
- 폴리 홀리데이 - 웨스트라이크 판사
- 존 캐펄로스 - 크리스 디프랭크
- 켈런 러츠 - 프랭크
- 스베틀라나 에프레모바 - 도리
- 존 패트릭 아메도리 - 푸트
- 매디 컬리 - 미나 호이트
- 니키 수후 - 웨이웨이 용
- 리 갈링턴 - 수석판사
- 태라 페이지 - 트리샤 스킬컨
- 안드레이아 벤더월드 - 매디슨의 어머니

## 기타 제작진
- 공동 제작: 앨리슨 버넷, 리즈 티글라
- 배역: 칼린 데이비스, 게일 골드버그, 케이트 레이시
- 미술: 브루스 커티스
- 의상: 캐럴 램지
- 시각 효과 감독: 대니 S. 김
- 사운드트랙 포함: 미시 엘리엇